# 利特尔维尔 (阿拉巴马州)
利特尔维尔（英語：Littleville），是美国阿拉巴马州下属的一座城市。面积约为4.97平方英里（约合12.88平方公里）。根据2010年美国人口普查，该市有人口1,011人，人口密度为203.34/平方英里（约合78.49/平方公里）。